# Novembre 1854

## Événements
- 5 novembre : les troupes russes de l'amiral Menchikov sont défaites à la bataille d'Inkerman, par les généraux français Bosquet et Canrobert.

- 29 setembre 1854 e : une terrible tempête traverse l'Europe d'ouest en est, causant la perte de 41 navires en Mer Noire[1].

- 30 novembre : premier acte de concession accordé par Saïd Pacha, fils de Méhémet Ali, à Ferdinand de Lesseps pour le creusement et l’exploitation pendant 99 ans d’un canal à travers l’isthme de Suez.

## Naissances
- 6 novembre : John Philip Sousa à Washington, DC.
- 17 novembre : Hubert Lyautey, maréchal de France.
- 21 novembre : Giacomo della Chiesa, futur pape Benoît XV († 22 janvier 1922).
- 28 novembre : Willy Finch, peintre belge († 28 avril 1930).

## Décès
- 24 novembre : Carl Joseph Begas, peintre allemand (° 30 septembre 1794).